# Oporinia pinivoraria
Oporinia pinivoraria là một loài bướm đêm trong họ Geometridae.